# Common-mode rejection ratio
De common-mode rejection ratio (CMRR) van een operationele versterker (opamp, of een andere versterker) geeft informatie over de eigenschap van het circuit om ingangssignalen die op beide ingangsklemmen aanwezig zijn niet te zien of te negeren (rejectie).
Een hoge CMRR is belangrijk in toepassingen waar het relevante signaal aangevoerd wordt door een kleine spanningsvariatie gesuperponeerd op twee grote offsetspanningen, of wanneer de relevante informatie zich bevindt in het spanningsverschil tussen de twee signalen
Ideaal neemt een opamp de spanningen:
{\displaystyle V_{+}} en {\displaystyle V_{-}} 
op zijn twee ingangen en produceert een uitgangsspanning {\displaystyle V_{\mathrm {o} }=A_{d}(V_{+}-V_{-})},
waar {\displaystyle A_{\mathrm {d} }}
de verschilversterking is. 
In een minder ideaal geval moet rekening gehouden worden met common-mode versterking. Een betere benadering is dan:
{\displaystyle V_{\mathrm {o} }=A_{\mathrm {d} }(V_{+}-V_{-})+{\frac {1}{2}}A_{\mathrm {s} }(V_{+}+V_{-}),}
waar {\displaystyle A_{\mathrm {s} }} de common-mode versterking is, welke typisch veel kleiner is dan de verschilversterking.
De CMRR, gemeten in positieve decibels, wordt gedefinieerd als
{\displaystyle \mathrm {CMRR} =20\log _{10}\left({\frac {A_{\mathrm {d} }}{|A_{\mathrm {s} }|}}\right),}
De CMRR is een zeer belangrijke specificatie, het geeft aan hoeveel van het gemeenschappelijk signaal dat op de twee ingangen staat (common-mode signaal) zal tevoorschijn komen op de uitgang of de meting. De waarde van de CMRR hangt ook af van de signaalfrequentie, en moet worden gespecificeerd als een functie ervan.
CMRR is altijd belangrijk in het reduceren van storing op transmissielijnen. Bijvoorbeeld bij de meting van thermokoppelingangen in een omgeving met veel storing. Het signaal en de storing van de omgeving verschijnt als offset op de beide ingangen, hierdoor wordt het een gemeenschappelijk ingangssignaal (common-mode signaal). De CMRR van het meetinstrument definieert de versterking toegepast op de offset of storing.

## Voorbeeld: operationele versterkers
Een opamp heeft twee ingangen, V+ en V− en een openlusversterking G. In het ideale geval gedraagt de uitgang van de ideale opamp zich volgens de vergelijking: 
{\displaystyle V_{\mathrm {out} }=(V_{+}-V_{-})\cdot G_{\mathrm {openloop} }}
Deze vergelijking stelt een oneindige CMRR voor. Indien beide ingangen met dezelfde waarde fluctueren (maar constant blijven ten opzichte van elkaar), zal deze verandering geen invloed hebben op de uitgang. In reële toepassingen is dit niet het geval: hoe lager de CMRR, hoe groter het effect op het uitgangssignaal. De LM741, een veel toegepaste opamp, heeft een CMRR van 90 dB, dit is aanvaardbaar voor de meeste toepassingen. Een waarde van 70 dB kan voldoende zijn voor toepassingen welke ongevoelig zijn voor deze effecten op de versterkeruitgang, aan de andere kant, sommige hoogwaardige apparaten gebruiken opamps met een CMRR van 120 dB of meer.